# Селадон (керамика)

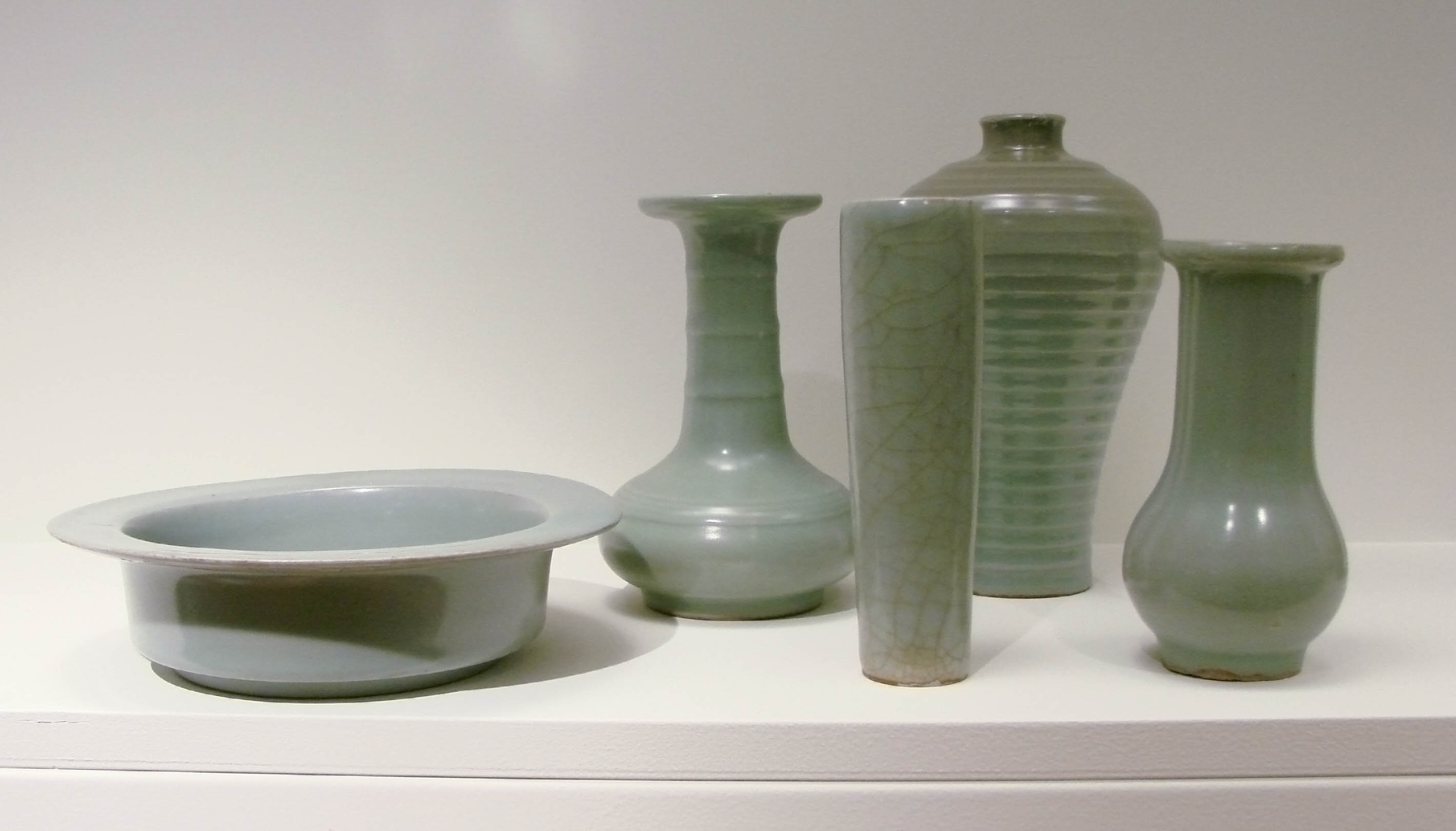
Китайские селадоны

Селадо́н (фр. Céladon). Термин используется в трёх основных значениях:
- В истории декоративно-прикладного искусства — французское название керамических изделий из тонкой фаянсовой массы, приближающейся к фарфору, покрытых глазурью широкой гаммы тончайших оттенков: от почти белой, до серо-голубой, светло-зелёной или глубокого тона «цвета морской волны». Такие цвета ассоциировались на Востоке с нефритом, минералом, имевшим мистическое значение. Впервые такие изделия появились в древнем Китае в период династии Хань (206 г. до н. э. — 220 г. н. э.), классические образцы относятся к эпохе Сун (960—1279). Такие же изделия изготавливали в средневековой Корее, в XVII—XVIII веках в Японии (мэбён и сангам). Особую популярность восточные селадоны получили во Франции в эпоху рококо[1].

- В керамическом производстве селадо́н — особый тип глазури «восстановительного огня», специфического бледно-серовато-зеленоватого оттенка. Такая глазурь на основе карбоната натрия и оксидов железа была изобретена в древнем Китае, в частности, в провинции Чжэцзян. Есть сведения о появлении подобной глазури ещё в период Шан[2].

- Селадоном после возникновения моды на восточный фаянс и фарфор в странах Западной Европы стали называть характерный «цвет неба после дождя»[3] в самых разных изделиях декоративно-прикладного искусства, особенно в период модерна, поскольку их красота соответствовала эстетике рубежа XIX—XX веков.

## Этимология
Термин «селадон» для гончарных изделий с бледно-серовато-зеленоватой глазурью был придуман европейскими ценителями и коллекционерами восточной керамики. Существует несколько гипотез происхождения этого слова. Одна из гипотез состоит в том, что слово впервые появилось во Франции в XVII веке и произошло от имени героя французского пасторального романа XVII века «Астрея» („L’Astrée“) писателя Оноре д’Юрфэ, который украшал одежду бледно-зелёными ленточками. (Д’Юрфэ, в свою очередь, заимствовал своего героя из Метаморфоз Овидия). Другая гипотеза состоит в том, что термин является искажённым именем Саладина (Салах ад-Дина), султана из династии Айюбидов, который в 1171 г. направил сорок изделий из этой керамики к Нур ад-Дину, султану Сирии. Наконец, ещё одна, третья, гипотеза состоит в том, что слово происходит от санскритских слов sila и dhara, что означает «зелёный» и «камень» соответственно.

## Селадоновая глазурь

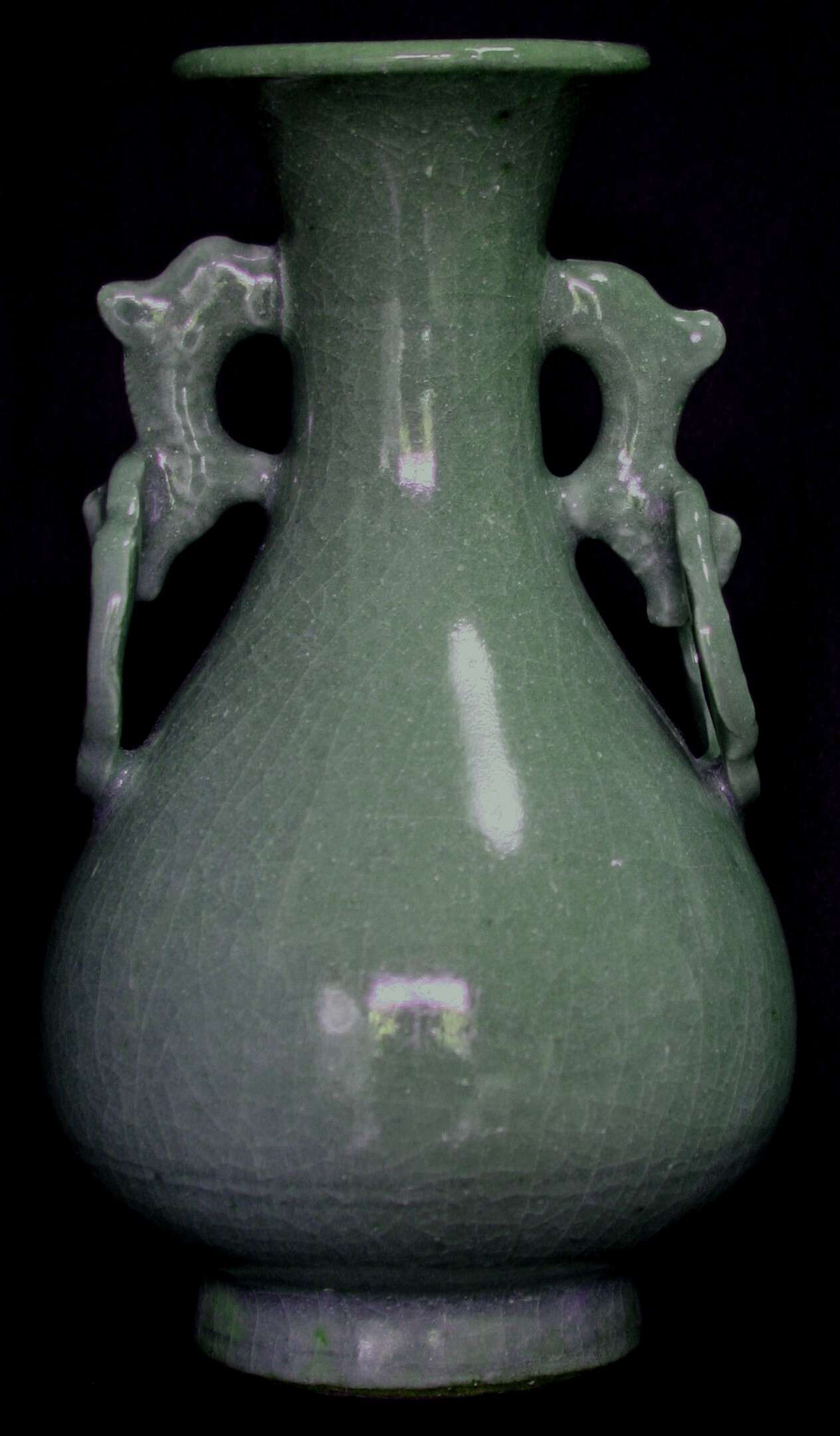
Ваза из лунцюаньского селадона, Китай, эпоха империи Сун, XII век

Селадоновая глазурь относится к семейству прозрачных глазурей с трещинками, имеет широкое разнообразие цветов, обычно применяется при производстве фарфора или керамической глиняной посуды. Селадоновая глазурь настолько популярна и выразительна, что изделия из неё тоже называют «селадоном».

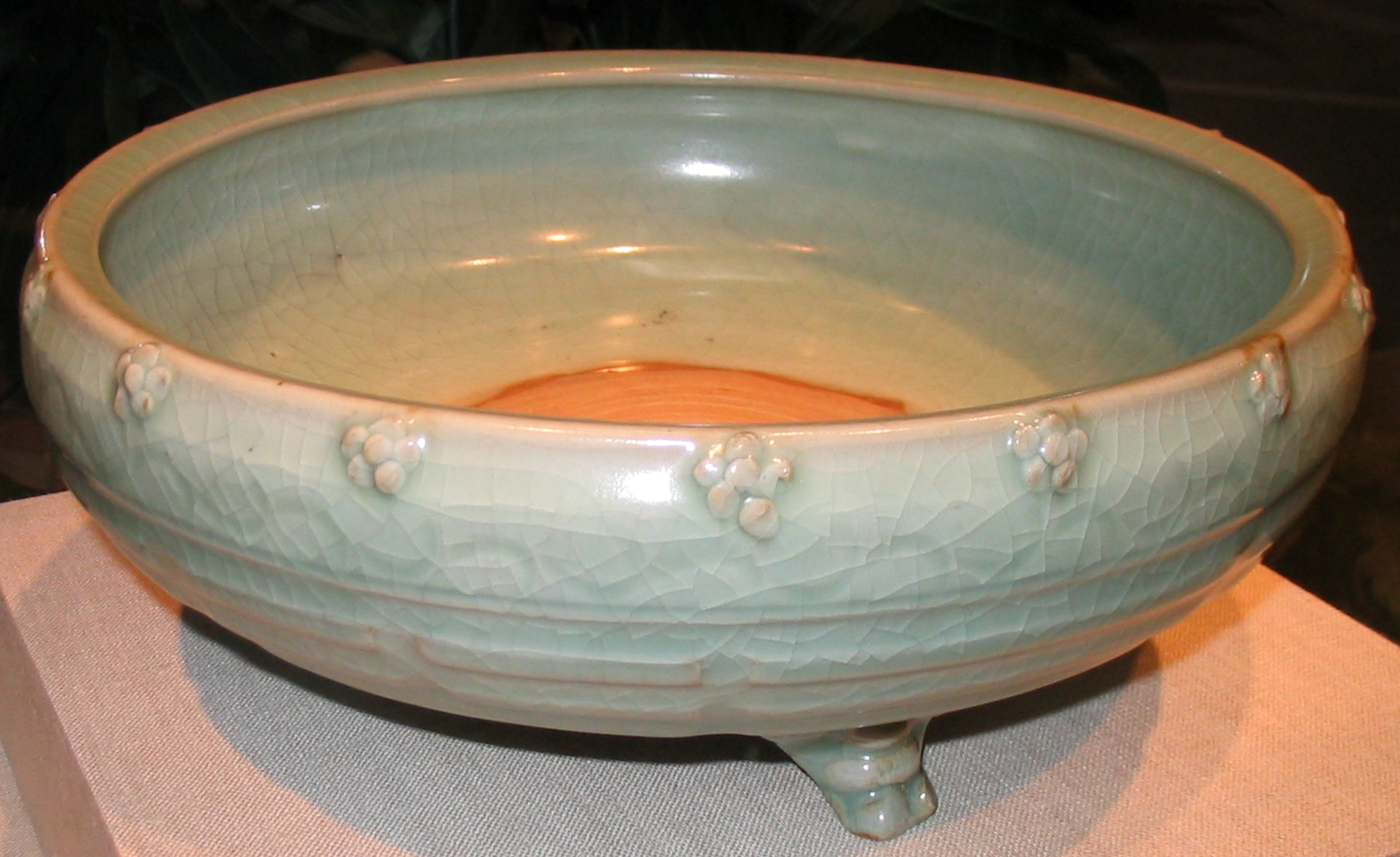
Лунцюаньский селадон из Чжэцзян эпохи империи Мин, XIV—XV век, сейчас находится в Смитсоновском институте в Вашингтоне

Селадоновая глазурь может производиться различных цветов, включая белый, серый, голубой и жёлтый, в зависимости от толщины слоя и материала глины, на которую она наносится. Тем не менее, самые известные оттенки лежат в диапазоне от бледно-бледно зелёного с трещинками до насыщенного тёмно-зелёного, причём, часто фактура похожа на зелёные оттенки нефрита. Цвет получается путём проникновения оксида железа в глазурь или в глину. Селадон обычно является продуктом окислительно-восстановительных реакций при обжиге в печи. Как и в большинстве глазурей, в ней могут образовываться трещинки (дефекты глазури), и если такое качество не портит, а украшает, то тогда глазурь так и называют глазурью с трещинками.
Южная часть Китая является регионом изобретения печей для обжига и совершенствования технологии изготовления селадона. Особенно большой известностью пользовались печи для обжига в Лунцюане. Большие объёмы лунцюаньского селадона экспортировались в XIII—XV веках по всей Восточной Азии, в Юго-Восточную Азию и на Ближний Восток. Большие блюда из селадона были популярны в исламских странах.
Корейские изделия из селадона, обычно бледно-зелёно-голубого цвета, выпускались и были популярны в X—XI веках. Они имитировали великолепный селадон Северного Суна. Даже посольский двор Северного Суна восхищался ими. Корейский селадон достиг апогея в XII — начале XIII веков, однако, монгольское вторжение в Корею в XIII веке и преследование буддизма правящей династией Ли уничтожили это ремесло. Традиционный корейский селадон имеет отличительные декоративные элементы. Наиболее характерным является наличие выступающих декоративных глазированных деталей на контрастном глиняном корпусе. Инкрустация, известная в Корее как «саггам», представляет собой маленькие кусочки цветной глины, вставленные в корпус. Резные или шликер-резные конструкции требуют внедрения слоёв глины разного цвета в основную глину корпуса изделия. Слои потом выступают наружу, чтобы проявились все цвета. Современные гончары с современными материалами и техникой пытаются воспроизвести технологию корейского селадона.
Начиная приблизительно с 1420 года граф Катценельнбоген открыл первый в Европе импорт селадона, выставленный сейчас в Касселе в городском музее.
.
Японцы импортировали технологию печей для обжига селадона из южного Китая в XVII веке. Керамика Киото воспроизводит технологию изготовления селадона в XVIII веке. Селадон делал известный в Японии гончар Аоки Мокубэй. В конце эпохи Мин производство селадона в Японии отходит от традиционного китайского ярко-зелёного цвета и переходит к голубой глазури.

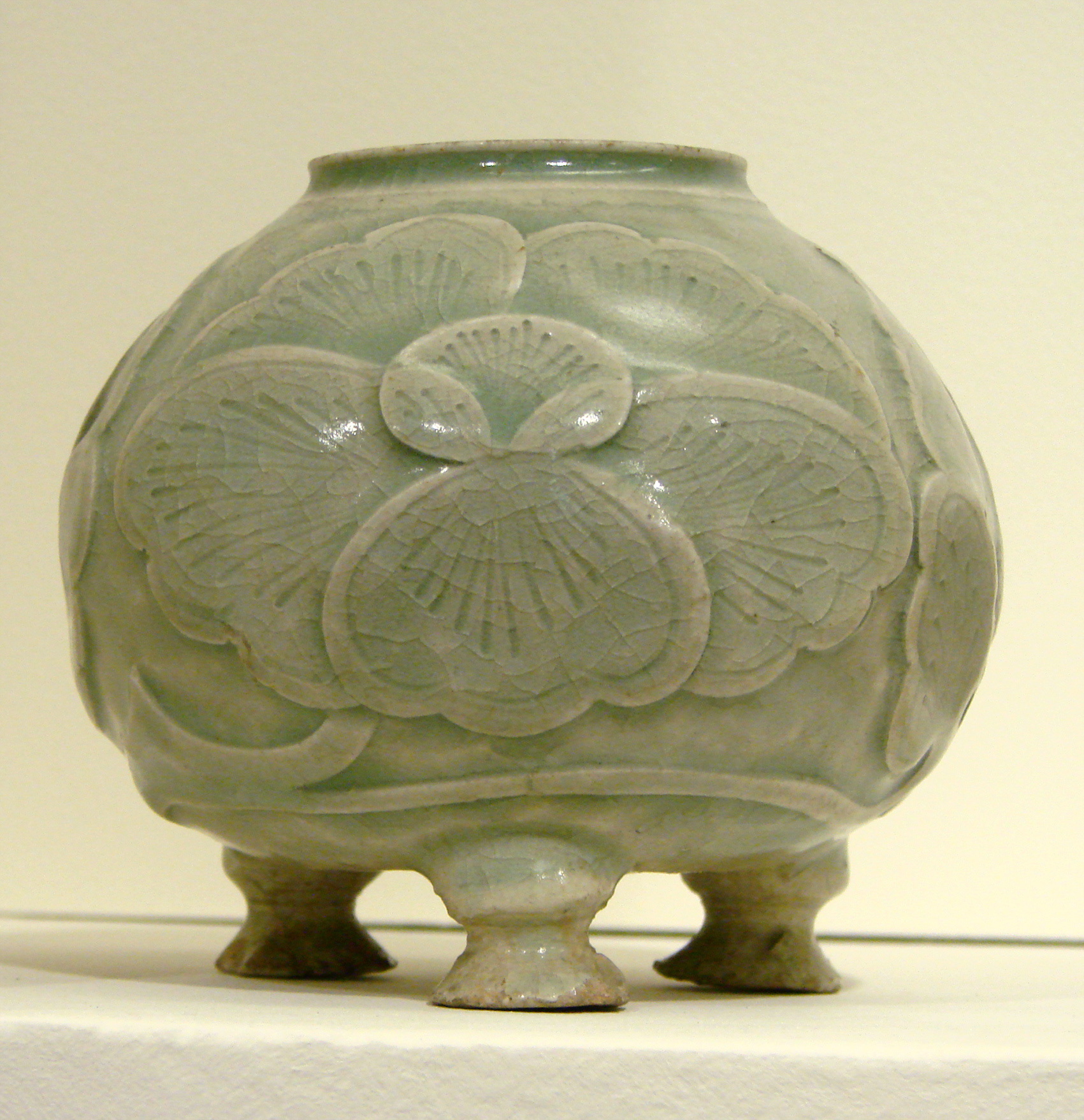
Китайский селадон, украшенный гравировкой, X век
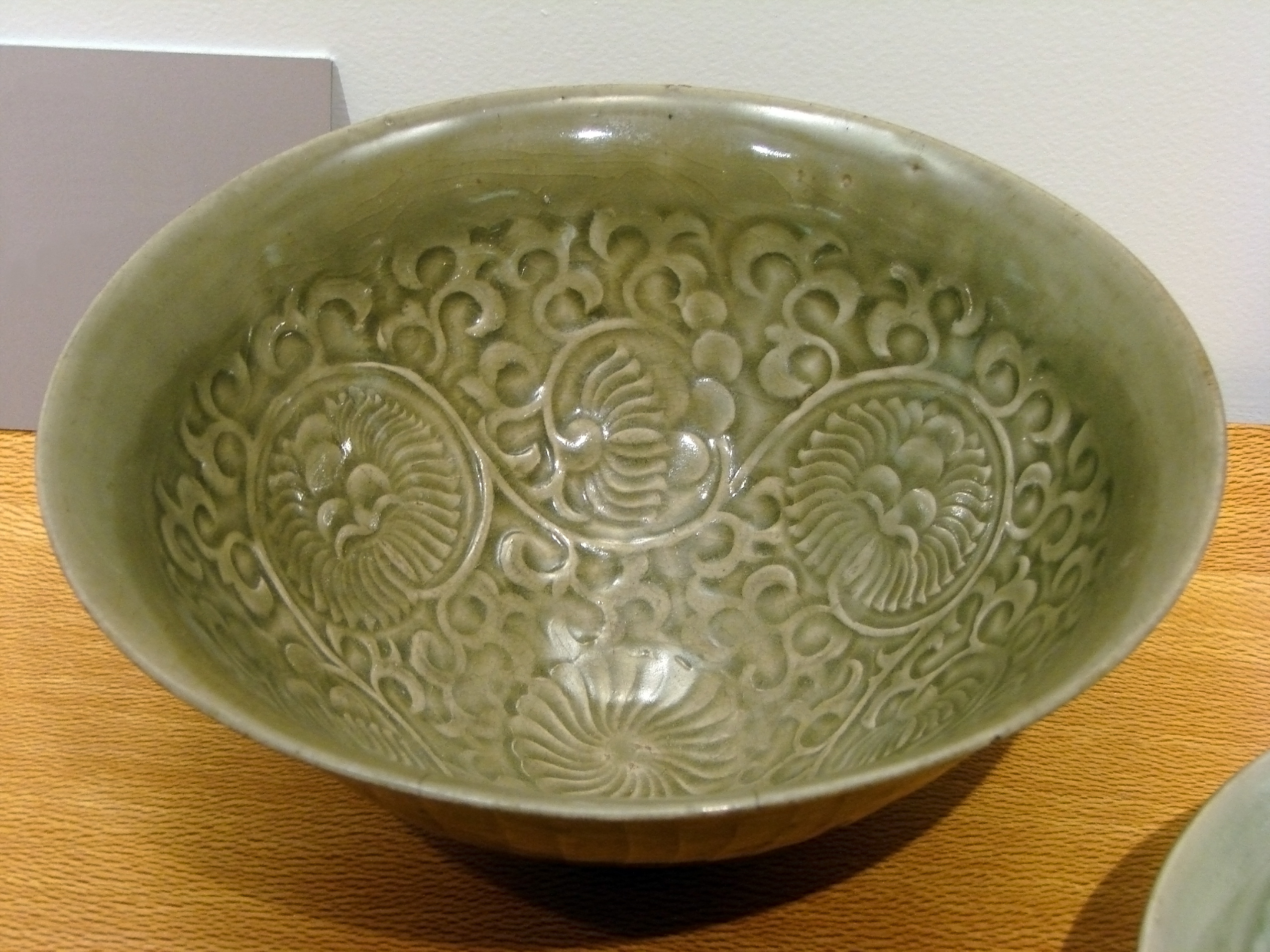
Селадон из Яочжоу, провинция Шаньси, X-XI в., династия Сун
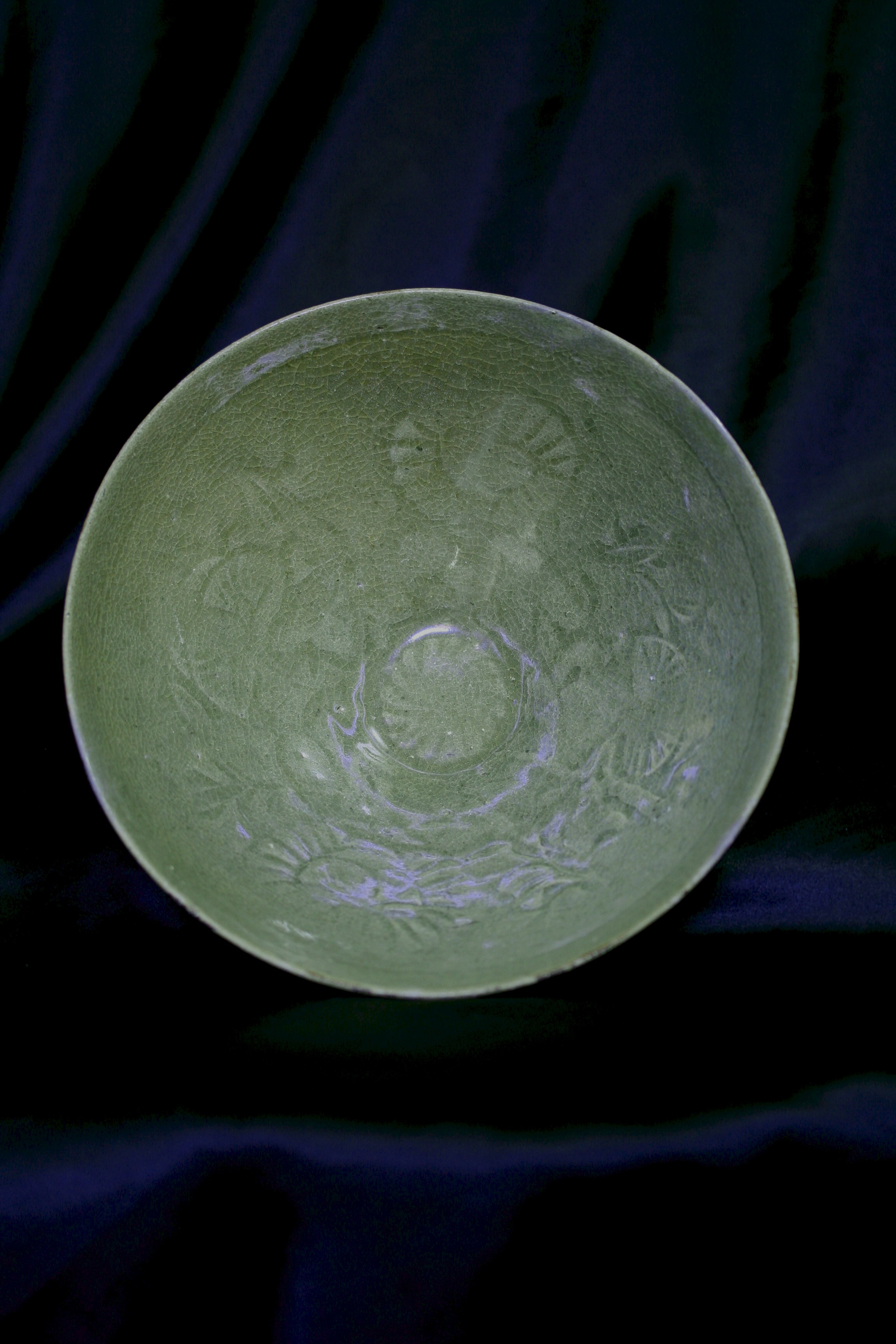
Корейский прессованный селадон, коллекция Нантоёсо, Япония
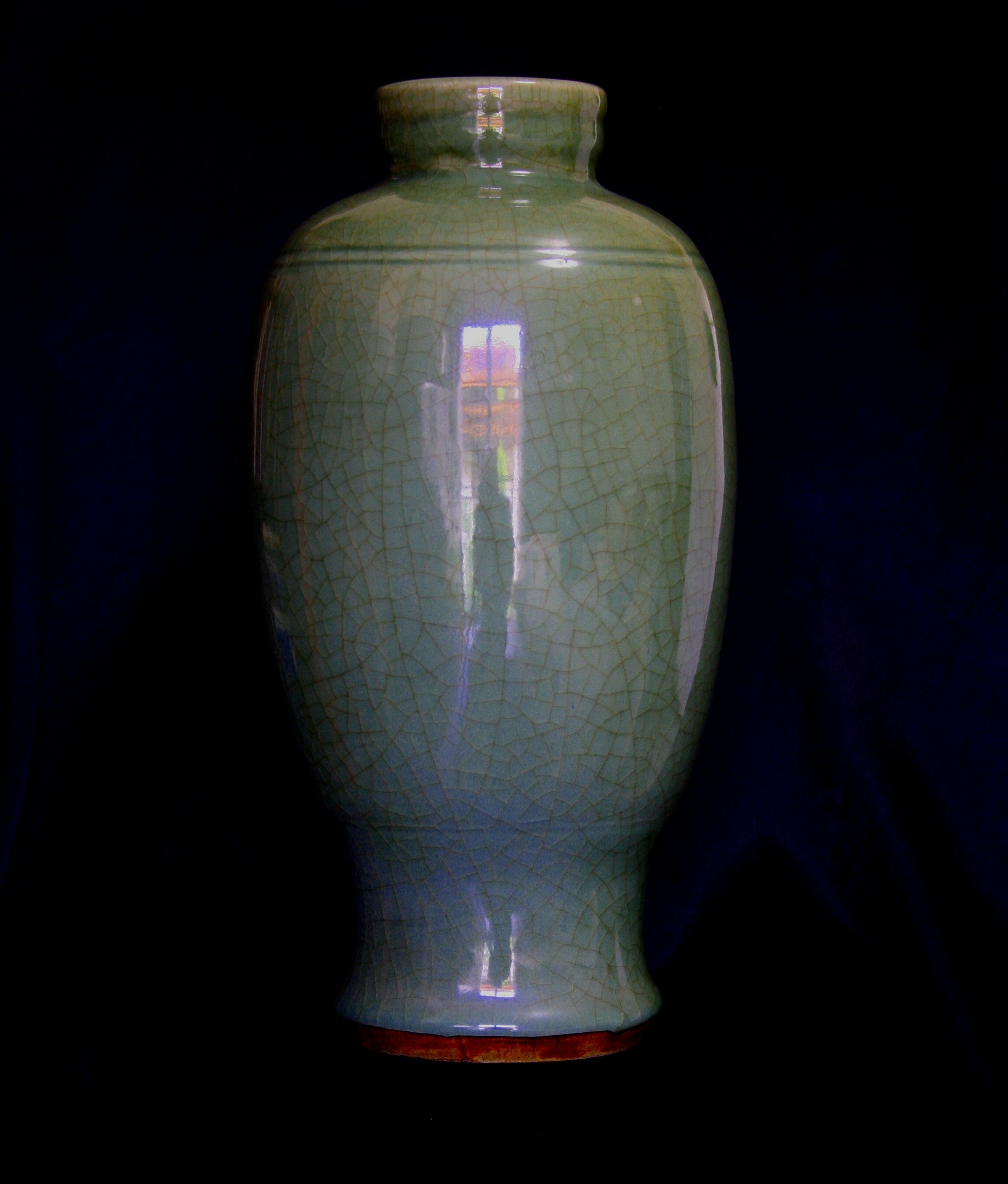
Японский селадон 1800-х годов, коллекция Нантоёсо, Япония
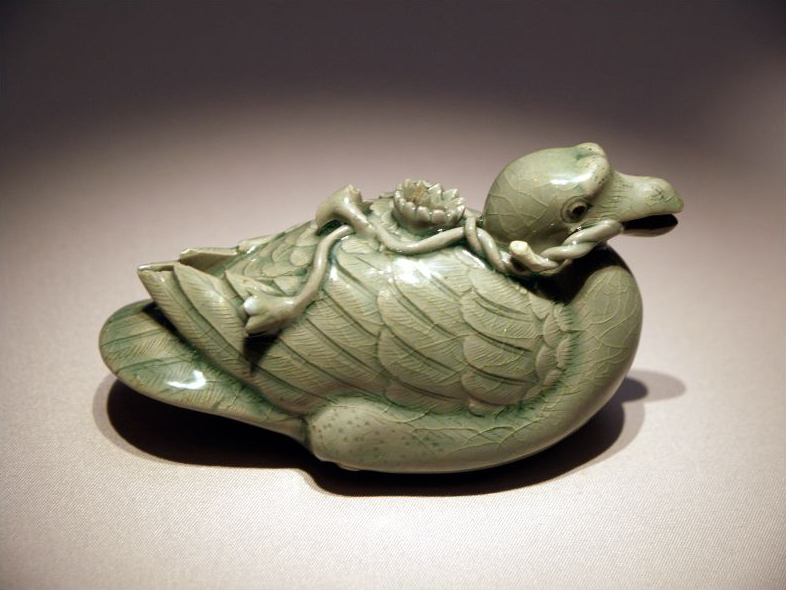
Капельница для воды (принадлежность для каллиграфии) в форме утки. Корё, XII в. Национальный музей Кореи, Сеул.
Ваза мэбён (сливовидная форма), расписанная журавлями и облаками, Музей искусств Кансон, Сеул. Национальное сокровище Кореи № 68.
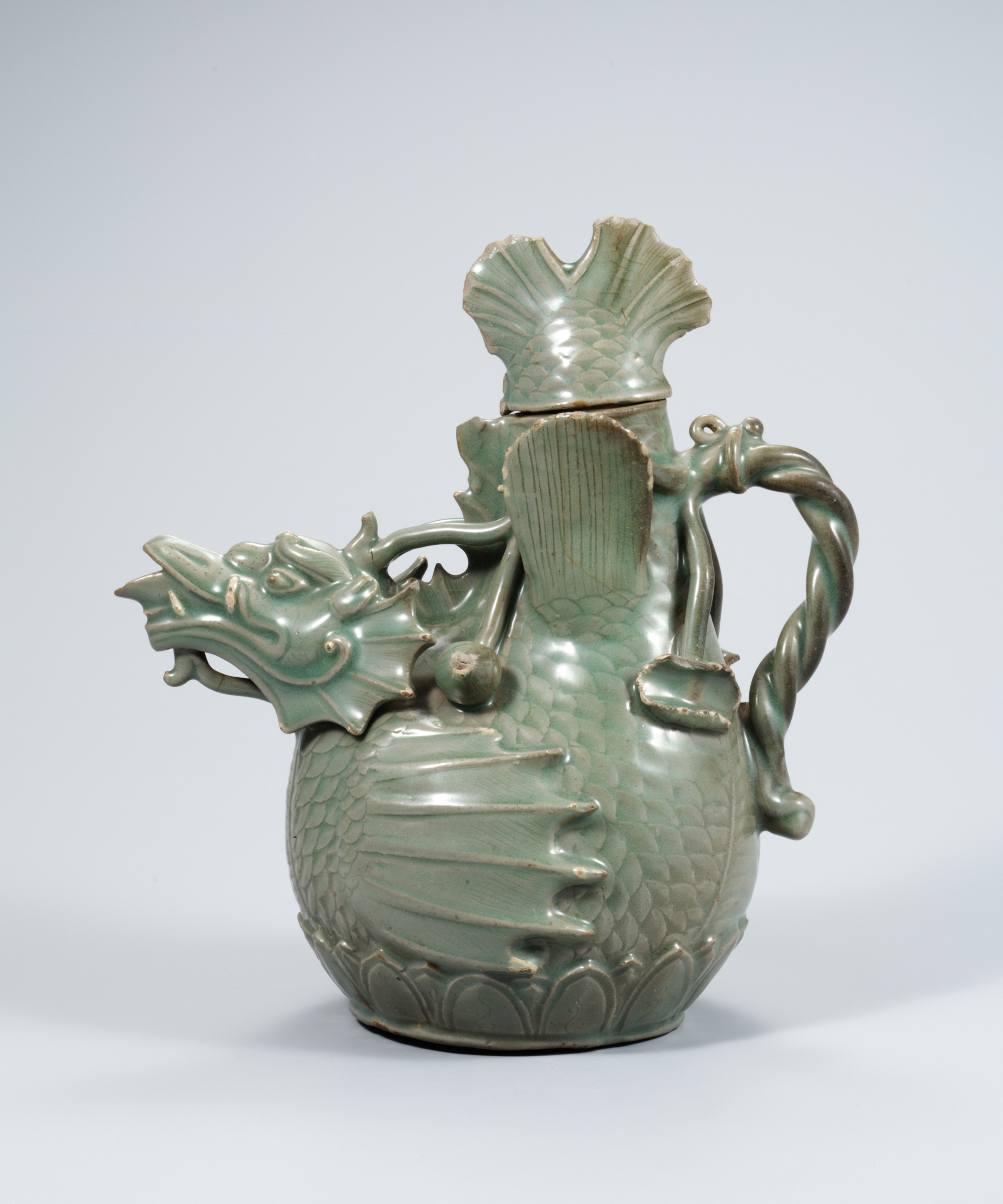
Кувшин для вина в форме водяного дракона. Национальный музей Кореи, Сеул. Национальное сокровище Кореи № 61.
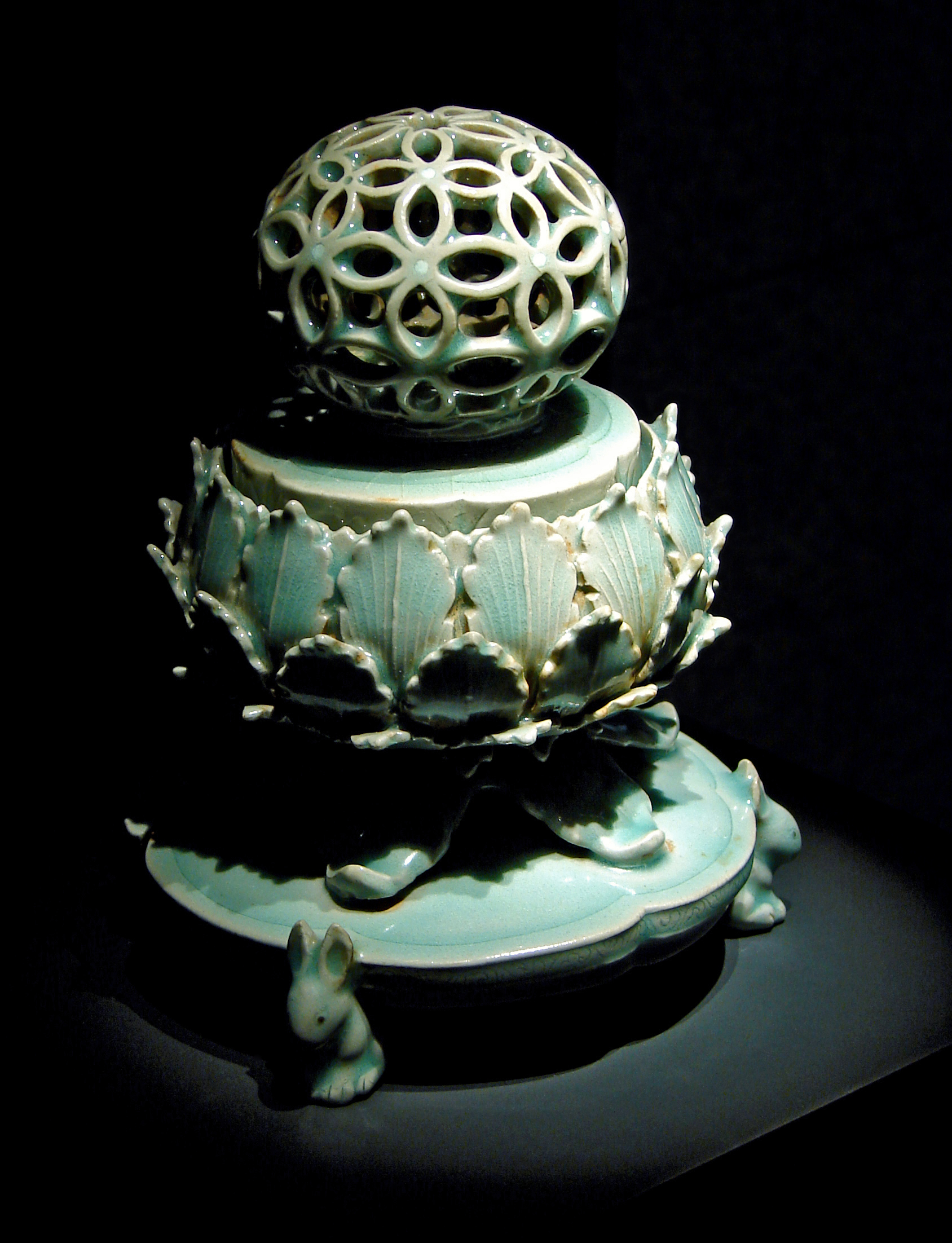
Курильница с ажурной крышкой. Национальный музей Кореи, Сеул. Национальное сокровище Кореи № 95.